# Tobias Schweinsteiger
Tobias Schweinsteiger (* 12. März 1982 in Rosenheim) ist ein ehemaliger deutscher Fußballspieler und jetziger -trainer.

## Spielerkarriere
Schweinsteiger spielte zunächst für verschiedene bayerische Amateurvereine, zuletzt für den Bayernligisten FC Ismaning. Zuvor und auch danach fuhr er viele Jahre Ski.
Ab 1. September 2004 war er zunächst für den Regionalligisten VfB Lübeck aktiv und erzielte in 46 Ligaspielen 18 Tore. Sein Debüt gab er am 12. September (8. Spieltag) im Heimspiel gegen Holstein Kiel, als er in der 73. Minute für Jan Zimmermann eingewechselt wurde; drei Minuten später erzielte er den 1:0-Siegtreffer für den VfB Lübeck.
In der Saison 2006/07 absolvierte er als Mittelfeldspieler für den Zweitligisten Eintracht Braunschweig 20 Einsätze und erzielte drei Tore. Der Abstieg der Braunschweiger veranlasste ihn 2007/08 zum VfB Lübeck zurückzukehren; er einigte sich aber ein halbes Jahr später mit den finanziell in Not geratenen Lübeckern über eine Vertragsauflösung und wechselte zur SpVgg Unterhaching.
Vom 15. Januar 2008 bis 8. Mai 2010 absolvierte er 82 Spiele für die Unterhachinger und erzielte 22 Tore. Mit seinen fünf Toren in seiner ersten (Halb)Saison trug er zum 6. Tabellenplatz bei, der die Qualifikation zur neu eingeführten 3. Liga bedeutete. In dieser kam er in 34 bzw. 35 von jeweils 38 Spielen – überwiegend als „Joker“ – und dreimal für die zweite Mannschaft in der Regionalliga Süd zum Einsatz.
Ab der Saison 2010/11 spielte er für den Drittligisten SSV Jahn Regensburg und war mit neun Toren im ersten Jahr erfolgreichster Stürmer im Team. In der Saison 2011/12 wurde er zum Mannschaftskapitän ernannt. Obwohl er zu Beginn der Rückrunde zeitweise wegen einer Sprunggelenksverletzung ausfiel, erzielte er 14 Tore in 31 Spielen und hatte damit großen Anteil am dritten Platz in der Abschlusstabelle. Anschließend spielte er auch in beiden Relegationsspielen gegen den Karlsruher SC, in denen der Jahn den Aufstieg in die 2. Bundesliga schaffte.
Zur Saison 2012/13 wechselte Schweinsteiger zur zweiten Mannschaft des FC Bayern München. Sein Debüt gab er am 21. Juli 2012 (1. Spieltag) beim 1:1-Unentschieden im Heimspiel gegen den FC Augsburg II; seine ersten beiden Tore erzielte er am 8. August 2012 (5. Spieltag) beim 3:0-Sieg im Heimspiel gegen den SC Eltersdorf. 2013 spielte er ein halbes Jahr auf Leihbasis für den Drittligisten SpVgg Unterhaching. Am 13. September 2013 erzielte er beim 3:1-Sieg im Heimspiel gegen den TSV Rain erstmals drei Tore im Seniorenligaspielbetrieb. Vor dem letzten Regionalligaspiel, am 22. Mai 2015, wurde Schweinsteiger vom FC Bayern München verabschiedet. Mit seinem letzten Ligaspiel, das gegen den 1. FC Nürnberg II mit 0:1 verloren wurde, beendete Schweinsteiger seine Karriere als aktiver Spieler.

## Trainerkarriere
Zur Saison 2015/16 übernahm Schweinsteiger einen der beiden Posten als Co-Trainer beim U17-Nachwuchs des FC Bayern. In der Saison 2016/17 gewann er dort mit der U17 mit einem 2:0-Sieg gegen die U17 von Werder Bremen die B-Junioren Meisterschaft. In der folgenden Saison 2017/18 übernahm Schweinsteiger den Co-Trainer-Posten bei der zweiten Mannschaft des FC Bayern. Damit folgte er Cheftrainer Tim Walter, der ebenfalls vorher die U17 der Münchner trainiert hatte. Im Juli 2018 wurde er trotz laufenden Vertrags bis zum 30. Juni 2019 vom FC Bayern freigestellt.
Im Dezember 2018 bat Schweinsteiger den FC Bayern um die vorzeitige Auflösung seines Vertrages, welcher noch bis Juli 2019 gültig war, und wurde unter Andreas Wieland Co-Trainer und Teamchef des österreichischen Zweitligisten FC Juniors OÖ, dem Farmteam des LASK. Nach dem Wechsel von Wieland zum LASK verließ Schweinsteiger die Juniors nach der Saison 2018/19.
Zur Saison 2019/20 wurde Schweinsteiger neben Dirk Bremser der zweite Co-Trainer von Dieter Hecking beim Zweitligisten Hamburger SV. Darüber hinaus nahm der Rosenheimer am 67. Fußballlehrer-Lehrgang des DFB teil, der aufgrund der COVID-19-Pandemie erstmals digital stattfand. Mit dem Verpassen des Aufstiegs endete der Vertrag von Hecking, woraufhin auch Bremser und Schweinsteiger den Verein verließen.
Zur Saison 2020/21 wurde Hecking Sportvorstand beim HSV-Ligakonkurrenten 1. FC Nürnberg und verpflichtete Schweinsteiger als Co-Trainer des neuen Cheftrainers Robert Klauß. Anfang Mai 2021 erhielt er – nach erfolgreichem Abschluss des Lehrganges – die Fußballlehrerlizenz.
Ende August 2022 wurde Schweinsteiger Cheftrainer des Drittligisten VfL Osnabrück. Er folgte auf Daniel Scherning, der zuvor zu Arminia Bielefeld gewechselt war. Am letzten Spieltag der Saison 2022/23 gewannen die Osnabrücker durch zwei Tore in der Nachspielzeit mit 2:1 gegen die zweite Mannschaft von Borussia Dortmund, wodurch man in „letzter Sekunde“ auf den 3. Platz sprang. Da die nicht aufstiegsberechtigte zweite Mannschaft des SC Freiburg Zweiter wurde, reichte dieser Platz für den direkten Aufstieg in die 2. Bundesliga. In die Saison 2023/24 startete der Aufsteiger schlecht, sodass sich der Verein während der Länderspielpause im November 2023 von Schweinsteiger trennte. Die Osnabrücker standen zu diesem Zeitpunkt nach dem 13. Spieltag mit 7 Punkten auf dem letzten Platz, wobei der Rückstand auf den Relegations- und ersten Nicht-Abstiegsplatz 6 Punkte betrug.

## Erfolge

### Als Spieler
- Aufstieg in die 2. Bundesliga: 2012
- Meister der Regionalliga Bayern: 2014

- Drittligaspieler des Monats (3×)
- Drittliga-Spieler des Jahres: 2. Platz (2009/10), 3. Platz (2011/12)

### Als Cheftrainer
- Aufstieg in die 2. Bundesliga: 2023

## Sonstiges
Er ist der ältere Bruder des ehemaligen Nationalspielers Bastian Schweinsteiger.
Der im bayerischen Oberaudorf nahe der Grenze zu Österreich aufgewachsene Schweinsteiger, der das Gymnasium mit der Mittleren Reife und die dreieinhalbjährige Ausbildung zum Polizeimeister an der Sportschule der Bundespolizei in Bad Endorf abgeschlossen hat, war nicht nur Fußballspieler. In seiner Jugend wurde er dreimal deutscher Vizemeister bei den Ski-Junioren und konzentrierte sich zwischen 1998 und 2002 auf den alpinen Skisport, weshalb er kaum noch Fußball spielte. 2002 beendete Tobias Schweinsteiger seine Ski-Karriere.
Anfang Februar 2017 erwarb Schweinsteiger die A-Lizenz als Trainer beim DFB. Er erreichte die volle Punktzahl in der theoretischen Prüfung und ist damit zusammen mit Thomas Tuchel der Einzige, dem dies seit mehr als 16 Jahren gelang.
Seit 2024 ist Schweinsteiger TV-Experte beim Streamingdienst DAZN.
Schweinsteiger ist Botschafter der Bananen-Flanken-Liga (BFL). In dieser Liga werden Jugendliche mit lern- und geistiger Behinderung, die leidenschaftlich gerne Fußball spielen, gefördert. Zudem ist er Botschafter des Vereins Athletes for Ukraine.
Tobias Schweinsteiger hat zusammen mit seiner Freundin einen Sohn.